# Clarisse Coignet
Clarisse Coignet (17 de noviembre de 1823 - 7 de junio de 1918) fue una filósofa, profesora e historiadora francesa. Fue miembro del movimiento político y social La Morale independante, el cual adelantó la idea de que la moralidad es independiente de la ciencia y la religión.

## Primeros años
Coignet nació en Montagney, una comuna de Rougemont. Su padre Joseph Gauthier, era maestro herrero, mientras que su madre Virginie Génisset era profesora de literatura latina en una universidad de Besanzón. También fue sobrina del escritor Clarisse Vigoureux, y prima del filósofo y economista Victor Considerant.
En 1850, Coignet contrajo matrimonio con François Coignet, un destacado ingeniero civil y magnate de la industria del cemento. La pareja tuvo tres hijos, incluyendo a Lucy Coignet, esposa del conde Gérando-Teleki.

## Educación pública
Coignet es considerada una figura importante en el movimiento sociopolítico francés llamado La Morale independente, que surgió en el siglo XVIII. Particularmente, ejerció su influencia cuando se convirtió en la editora del periódico que promovía su agenda, la cual se enfocaba en las ideas liberales de la Revolución francesa y la secularización de la educación.
Las primeras obras de Coignet habían sido influenciadas por la reforma del sistema educativo francés, después de la proclamación de la Tercera República francesa. Esto queda demostrado, por ejemplo, en su defensa de la educación pública en 1856, así como un relato sobre la vida de Elisa Grimailh Lemonnier, una educadora que fundó escuelas profesiones para mujeres jóvenes. En 1873, criticó el catolicismo como "la expresión más poderosa de despotismo intelectual que jamás haya presentado la mente humana".
Coignet también es conocida por su registro biográfico de sus parientes, como la de Clarisse Vigoureux, su primo Victor y su política socialista.

## Moralidad independiente
Coignet propuso su idea de incluir la moralidad independiente en los temas abordados en las discusiones filosóficas de la época. Su principal argumento es que la moralidad no debe basarse en la ciencia ni en la religión, ya que es producida por los seres humanos. Ella exploró esta teoría principalmente en su obra titulada La Morale independante dans son principe et son objet (1869), la cual estuvo influenciada con el pensamiento de Immanuel Kant. Esta obra surge de sus escritos del periódico La Morale independante.
La teoría de Coignet identificó el concepto de libertad como base de la moralidad interna, aquella que se distingue de la moralidad externa, la que se deriva de la filosofía o de la ciencias naturales. Esto se explicó en el caso de un jefe tribal que golpeaba constantemente a su esposa. La mujer lo detiene cuando se da cuenta de su valor y libertad, permitiéndole mirar con reproche a su marido, despertando así su conciencia. Según la filósofa, la libertad es un primer principio irreductible de la existencia humana y, por lo tanto, de la ciencia moral.
Coignet aclaró más sus argumentos sobre la moralidad y la religión en su libro, De Kant a Bergson: reconciliation de la religion et de la science dans un spiritualisme nouveu (1911).